# Labuanium sinuatifrontatum
Labuanium sinuatifrontatum is een krabbensoort uit de familie van de Sesarmidae. De wetenschappelijke naam van de soort is voor het eerst geldig gepubliceerd in 1933 door Roux.